# 邊寭
邊寭（1474年—1553年），字汝明，號東阜，直隸河間府任丘縣人，官籍，明朝政治人物。

## 生平
弘治十一年（1498年）戊午科順天鄉試第四十四名舉人，正德六年（1511年）辛未科進士。選翰林院庶吉士，八年十月授检讨，丁憂服闋，嘉靖二年（1523年）三月復除原職，参与纂修《武宗实录》，升修撰，四年六月以实录成，升左春坊左中允，六年三月考察拾遺留用，十二月外任山東左參政，九年十一月升本司右布政使，十一年二月升應天府府尹，十二年五月降为河南右參政，累官至南京光禄寺卿，十六年十月升都察院右副都御史、总督南京粮储，十八年閏七月被南京工科给事中杨雷论劾罢免。

## 家族
曾祖邊福聚，贈都察院左副都御史；祖父邊永，戶部郎中，贈都察院左副都御史；父邊鏞，南京刑部右侍郎。前母王氏（贈淑人）；母徐氏（封淑人）。慈侍下。兄邊宗（监生）；邊寅（主簿，封主事）。兄邊憲，都察院右副都御史。弟邊寧（贡士）；邊宓（监生）；邊守。